# Иофор
Иофо́р (ивр. יִתְרוֹ‎ Yiṯerô, в Исх. 4:18 יֶ֣תֶר Yeṯer, др.-греч.  Ἰοθόρ) — персонаж Ветхого Завета, священник и князь мадиамского племени кенеев, тесть Моисея, женившегося на его дочери Сепфоре (ивр. - Ципоре).
Иофора мусульмане традиционно отождествляют с мусульманским пророком Шуайбом, что современные исследователи считают безосновательным.
Иофор считается родоначальником друзов и пророком в их религии.

## В Библии
Тесть Моисея встречается в Библии под разными именами: Рагуил (ивр. רְעוּאֵל‎ Rəʻûʼēl); «Иофор, священник Мадиамский»; «Кенеянин, тесть Моисеев»; Ховав (ивр. חֹבָ֖ב‎ Ḥōḇāḇ). Для гармонизации выдвигаются следующие предположения:
1. Все имена относятся к одному персонажу.
2. Рагуил — отец Иофора и Ховава, Иофор — тесть Моисея.
3. Рагуил — тесть Моисея, отец Иофора и Ховава.
4. Рагуила либо Ховава следует идентифицировать с Иофором.

В 18-й главе библейской книги Исход описывается, как Иофор пришёл к Моисею к горе Синай, где тот судил народ (евреев), и посоветовал ему поставить людей «способных, боящихся Бога» тысяченачальниками, стоначальниками, пятидесятиначальниками и десятиначальниками над народом, чтобы они судили народ в мирное время по малым делам, а о важных делах доносили Моисею. Таким образом, Иофор помогает Моисею решить вопрос судопроизводства.